# Jean-Louis Gasset
Jean-Louis Gasset (Saint-Étienne, 9 dicembre 1953) è un allenatore di calcio ed ex calciatore francese, di ruolo centrocampista.

## Carriera
Dopo essere stato il tecnico titolare di Montpellier, Caen e Istres, nel 2007 inizia al Bordeaux la sua collaborazione con Laurent Blanc nel ruolo di allenatore in seconda. Nel 2010 è il suo vice nella Francia che prende parte ai Campionati Europei 2012, raggiungendo i quarti di finale. Dal 2013 al 2016 è stato allenatore in seconda del Paris Saint-Germain. Nel 2022 è stato nominato allenatore della Costa d'Avorio. Succede a Patrice Beaumelle, il cui contratto è scaduto il 6 aprile 2022. Nel febbraio del 2024 sostituisce Gennaro Gattuso sulla panchina del Marsiglia, in quel momento 9° in Ligue 1, terminando la stagione al 7º posto in campionato mentre in Europa League la squadra francese viene eliminata dall'Atalanta in semifinale.
Suo figlio Robin è un giocatore di beach soccer.

## Statistiche

### Club
Statistiche aggiornate al 7 aprile 2025. In grassetto le competizioni vinte.
| Stagione             | Squadra              | Campionato           | Campionato | Campionato | Campionato | Campionato | Coppe nazionali | Coppe nazionali | Coppe nazionali | Coppe nazionali | Coppe nazionali | Coppe continentali | Coppe continentali | Coppe continentali | Coppe continentali | Coppe continentali | Altre coppe | Altre coppe | Altre coppe | Altre coppe | Altre coppe | Totale | Totale | Totale | Totale | % Vittorie | Piazzamento |
| Stagione             | Squadra              | Comp                 | G          | V          | N          | P          | Comp            | G               | V               | N               | P               | Comp               | G                  | V                  | N                  | P                  | Comp        | G           | V           | N           | P           | G      | V      | N      | P      | %          | Piazzamento |
| -------------------- | -------------------- | -------------------- | ---------- | ---------- | ---------- | ---------- | --------------- | --------------- | --------------- | --------------- | --------------- | ------------------ | ------------------ | ------------------ | ------------------ | ------------------ | ----------- | ----------- | ----------- | ----------- | ----------- | ------ | ------ | ------ | ------ | ---------- | ----------- |
| 1998-1999            | Montpellier          | D1                   | 34         | 11         | 10         | 13         | CF+CdL          | 1+4             | 0+3             | 0+0             | 1+1             | -                  | -                  | -                  | -                  | -                  | -           | -           | -           | -           | -           | 39     | 14     | 10     | 15     | 35,90      | 8°          |
| lug.-nov. 1999       | Montpellier          | D1                   | 17         | 3          | 4          | 10         | CF+CdL          | 0+0             | 0+0             | 0+0             | 0+0             | CU                 | 4                  | 1                  | 1                  | 2                  | Int.        | 8           | 6           | 2           | 0           | 29     | 10     | 7      | 12     | 34,48      | Eson        |
| set. 2000-2001       | Caen                 | D2                   | 31         | 11         | 8          | 12         | CF+CdL          | 2+1             | 1+0             | 0+0             | 1+1             | -                  | -                  | -                  | -                  | -                  | -           | -           | -           | -           | -           | 34     | 12     | 8      | 14     | 35,29      | Sub, 17°    |
| 2005-2006            | Istres               | L2                   | 38         | 12         | 11         | 15         | CF+CdL          | 2+1             | 1+0             | 1+0             | 0+1             | -                  | -                  | -                  | -                  | -                  | -           | -           | -           | -           | -           | 41     | 13     | 12     | 16     | 31,71      | 13°         |
| lug.-set. 2006       | Istres               | L2                   | 8          | 2          | 3          | 3          | CF+CdL          | 0+1             | 0+1             | 0+0             | 0+0             | -                  | -                  | -                  | -                  | -                  | -           | -           | -           | -           | -           | 9      | 3      | 3      | 3      | 33,33      | Eson        |
| Totale Istres        | Totale Istres        | Totale Istres        | 46         | 14         | 14         | 18         |                 | 4               | 2               | 1               | 1               |                    | -                  | -                  | -                  | -                  |             | -           | -           | -           | -           | 50     | 16     | 15     | 19     | 32,00      |             |
| feb.-mag. 2017       | Montpellier          | L1                   | 16         | 5          | 1          | 10         | CF+CdL          | 0+0             | 0+0             | 0+0             | 0+0             | -                  | -                  | -                  | -                  | -                  | -           | -           | -           | -           | -           | 16     | 5      | 1      | 10     | 31,25      | Sub, 15°    |
| gen.-mag. 2018       | Saint-Étienne        | L1                   | 19         | 10         | 5          | 4          | CF+CdL          | 2+0             | 1+0             | 1+0             | 0+0             | -                  | -                  | -                  | -                  | -                  | -           | -           | -           | -           | -           | 21     | 11     | 6      | 4      | 52,38      | Sub, 7°     |
| 2018-2019            | Saint-Étienne        | L1                   | 38         | 19         | 9          | 10         | CF+CdL          | 2+1             | 1+0             | 0+1             | 1+0             | -                  | -                  | -                  | -                  | -                  | -           | -           | -           | -           | -           | 41     | 20     | 10     | 11     | 48,78      | 4°          |
| Totale Saint-Etienne | Totale Saint-Etienne | Totale Saint-Etienne | 57         | 29         | 14         | 14         |                 | 5               | 2               | 2               | 1               |                    | -                  | -                  | -                  | -                  |             | -           | -           | -           | -           | 62     | 31     | 16     | 15     | 50,00      |             |
| 2020-2021            | Bordeaux             | L1                   | 38         | 13         | 6          | 19         | CF              | 1               | 0               | 0               | 1               | -                  | -                  | -                  | -                  | -                  | -           | -           | -           | -           | -           | 39     | 13     | 6      | 20     | 33,33      | 12°         |
| feb.-giu. 2024       | Olympique Marsiglia  | L1                   | 9          | 4          | 2          | 3          | CF              | 0               | 0               | 0               | 0               | UEL                | 7                  | 3                  | 1                  | 3                  | -           | -           | -           | -           | -           | 16     | 7      | 3      | 6      | 43,75      | Sub, 8º     |
| ott. 2024-apr. 2025  | Montpellier          | L1                   | 20         | 3          | 2          | 15         | CF              | 1               | 0               | 0               | 1               | -                  | -                  | -                  | -                  | -                  | -           | -           | -           | -           | -           | 21     | 3      | 2      | 16     | 14,29      | Sub, Risol. |
| Totale Montpellier   | Totale Montpellier   | Totale Montpellier   | 87         | 22         | 17         | 48         |                 | 6               | 3               | 0               | 3               |                    | 4                  | 1                  | 1                  | 2                  |             | 8           | 6           | 2           | 0           | 105    | 32     | 20     | 53     | 30,48      |             |
| Totale carriera      | Totale carriera      | Totale carriera      | 268        | 93         | 61         | 114        |                 | 19              | 8               | 3               | 8               |                    | 11                 | 4                  | 2                  | 5                  |             | 8           | 6           | 2           | 0           | 306    | 111    | 68     | 127    | 36,27      |             |

#### Nazionale ivoriana
Statistiche aggiornate al 24 gennaio 2024.
| Squadra        | Naz                       | dal           | al              | Record | Record | Record | Record     | Record | Record | Record | Record |
| G              | V                         | N             | P               | GF     | GS     | DR     | % Vittorie |        |        |        |        |
| -------------- | ------------------------- | ------------- | --------------- | ------ | ------ | ------ | ---------- | ------ | ------ | ------ | ------ |
| Costa d'Avorio | Costa d'Avorio (bandiera) | 3 giugno 2022 | 24 gennaio 2024 | 18     | 10     | 4      | 4          | 34     | 16     | +18    | 55,56  |

#### Nazionale ivoriana nel dettaglio
| 2022                  | Costa d'Avorio        | Qual. Coppa d'Africa 2023 | 2° nel gruppo H, qualificato | 2  | 1  | 1 | 0 | 50,00   | 3  | 1  | +2  |
| mar.-set. 2023        | Costa d'Avorio        | Qual. Coppa d'Africa 2023 | 2° nel gruppo H, qualificato | 4  | 3  | 0 | 1 | 75,00   | 6  | 4  | +2  |
| 2023                  | Costa d'Avorio        | Qual. Mondiali 2026       | Esonerato durante la fase    | 1  | 1  | 0 | 0 | 100,00& | 9  | 0  | +9  |
| gen.-feb. 2024        | Costa d'Avorio        | Coppa d'Africa 2023       | Esonerato durante la fase    | 3  | 1  | 0 | 2 | 33,33   | 2  | 4  | -3  |
| Dal 2022 al 2024      | Costa d'Avorio        | Amichevoli                |                              | 8  | 4  | 3 | 1 | 50,00   | 17 | 7  | +10 |
| Totale Costa d'Avorio | Totale Costa d'Avorio | Totale Costa d'Avorio     | Totale Costa d'Avorio        | 18 | 10 | 4 | 4 | 55,56   | 34 | 16 | +18 |

#### Panchine da commissario tecnico della nazionale ivoriana
| Cronologia completa delle presenze e delle reti in nazionale ― Costa d'Avorio | Cronologia completa delle presenze e delle reti in nazionale ― Costa d'Avorio | Cronologia completa delle presenze e delle reti in nazionale ― Costa d'Avorio | Cronologia completa delle presenze e delle reti in nazionale ― Costa d'Avorio | Cronologia completa delle presenze e delle reti in nazionale ― Costa d'Avorio | Cronologia completa delle presenze e delle reti in nazionale ― Costa d'Avorio | Cronologia completa delle presenze e delle reti in nazionale ― Costa d'Avorio                                                        | Cronologia completa delle presenze e delle reti in nazionale ― Costa d'Avorio |
| Data                                                                          | Città                                                                         | In casa                                                                       | Risultato                                                                     | Ospiti                                                                        | Competizione                                                                  | Reti | Note                                                                          |
| ----------------------------------------------------------------------------- | ----------------------------------------------------------------------------- | ----------------------------------------------------------------------------- | ----------------------------------------------------------------------------- | ----------------------------------------------------------------------------- | ----------------------------------------------------------------------------- | --- | ----------------------------------------------------------------------------- |
| 3-6-2022                                                                      | Yamoussoukro                                                                  | Costa d'Avorio                                                                | 3 – 1                                                                         | Zambia                                                                        | Qual. Coppa d'Africa 2023                                                     | Serge Aurier Christian Kouamé Ibrahim Sangaré                                                                                        | Cap: S.Aurier                                                                 |
| 9-6-2022                                                                      | Johannesburg                                                                  | Lesotho                                                                       | 0 – 0                                                                         | Costa d'Avorio                                                                | Qual. Coppa d'Africa 2023                                                     | - | Cap: S.Aurier                                                                 |
| 24-9-2022                                                                     | Le Petit-Quevilly                                                             | Costa d'Avorio                                                                | 2 – 1                                                                         | Togo                                                                          | Amichevole                                                                    | Seko Fofana Franck Kessié (rig.) | Cap: F.Kessié                                                                 |
| 27-9-2022                                                                     | Amiens                                                                        | Costa d'Avorio                                                                | 3 – 1                                                                         | Guinea                                                                        | Amichevole                                                                    | Ibrahim Sangaré Souleyman Doumbia Seko Fofana                                                                                        | Cap: S.Aurier                                                                 |
| 16-11-2022                                                                    | Abidjan                                                                       | Costa d'Avorio                                                                | 4 – 0                                                                         | Burundi                                                                       | Amichevole                                                                    | Jean-Philippe Krasso Max Gradel Ibrahim Sangaré Nicolas Pépé                                                                         | Cap: M.Gradel                                                                 |
| 19-11-2022                                                                    | Ouagadougou                                                                   | Burkina Faso                                                                  | 2 – 1                                                                         | Costa d'Avorio                                                                | Amichevole                                                                    | Ibrahim Sangaré | Cap: S.Aurier                                                                 |
| 24-3-2023                                                                     | Bouaké                                                                        | Costa d'Avorio                                                                | 3 – 1                                                                         | Comore                                                                        | Qual. Coppa d'Africa 2023                                                     | Christian Kouamé Sébastien Haller Jean-Philippe Krasso                                                                               | Cap: S.Aurier                                                                 |
| 28-3-2023                                                                     | Moroni                                                                        | Comore                                                                        | 0 – 2                                                                         | Costa d'Avorio                                                                | Qual. Coppa d'Africa 2023                                                     | Ibrahim Sangaré Franck Kessié | Cap: F.Kessié                                                                 |
| 17-6-2023                                                                     | Ndola                                                                         | Zambia                                                                        | 3 – 0                                                                         | Costa d'Avorio                                                                | Qual. Coppa d'Africa 2023                                                     | - | Cap: S.Aurier                                                                 |
| 9-9-2023                                                                      | San Pédro                                                                     | Costa d'Avorio                                                                | 1 – 0                                                                         | Lesotho                                                                       | Qual. Coppa d'Africa 2023                                                     | Ibrahim Sangaré | Cap: J.Seri                                                                   |
| 12-9-2023                                                                     | Abidjan                                                                       | Costa d'Avorio                                                                | 0 – 0                                                                         | Mali                                                                          | Amichevole                                                                    | - | Cap: F.Kessié                                                                 |
| 14-10-2023                                                                    | Abidjan                                                                       | Costa d'Avorio                                                                | 1 – 1                                                                         | Marocco                                                                       | Amichevole                                                                    | Sébastien Haller | Cap: F.Kessié                                                                 |
| 17-10-2023                                                                    | Abidjan                                                                       | Costa d'Avorio                                                                | 1 – 1                                                                         | Sudafrica                                                                     | Amichevole                                                                    | Sébastien Haller | Cap: F.Kessié                                                                 |
| 17-11-2023                                                                    | Abidjan                                                                       | Costa d'Avorio                                                                | 9 – 0                                                                         | Seychelles                                                                    | Qual. Mondiali 2026                                                           | Sébastien Haller (rig.) Ibrahim Sangaré Simon Adingra 2 Karim Konaté 1 (rig.) Seko Fofana 2 Hamed Traorè Jean-Philippe Krasso (rig.) | Cap: S.Aurier                                                                 |
| 20-11-2023                                                                    | Dar es Salaam                                                                 | Gambia                                                                        | 0 – 2                                                                         | Costa d'Avorio                                                                | Qual. Mondiali 2026                                                           | Christian Kouamé Seko Fofana | Cap: S.Aurier                                                                 |
| 6-1-2024                                                                      | San Pédro                                                                     | Costa d'Avorio                                                                | 5 – 1                                                                         | Sierra Leone                                                                  | Amichevole                                                                    | Ousmane Diomande Franck Kessié Jonathan Bamba Jérémie Boga Jean Thierry Lazare                                                       | Cap: F.Kessié                                                                 |
| 13-1-2024                                                                     | Abidjan                                                                       | Costa d'Avorio                                                                | 2 – 0                                                                         | Guinea-Bissau                                                                 | Coppa d'Africa 2023 - 1º turno                                                | Seko Fofana Jean-Philippe Krasso | Cap: F.Kessié                                                                 |
| 18-1-2024                                                                     | Abidjan                                                                       | Costa d'Avorio                                                                | 0 – 1                                                                         | Nigeria                                                                       | Coppa d'Africa 2023 - 1º turno                                                | - | Cap: S.Aurier                                                                 |
| 22-1-2024                                                                     | Abidjan                                                                       | Guinea Equatoriale                                                            | 4 – 0                                                                         | Costa d'Avorio                                                                | Coppa d'Africa 2023 - 1º turno                                                | - | Cap: F.Kessié                                                                 |
| Totale                                                                        |                                                                               | Presenze                                                                      | 18                                                                            |                                                                               | Reti                                                                          | 34 |                                                                               |

## Palmarès

### Giocatore
- Ligue de la Méditerranée: 1

Montpellier: 1975-1976
- Division 2: 1

Montpellier: 1980-1981

### Allenatore
- Coppa Intertoto UEFA: 1

Montpellier: 1999